# Lot 18
Lot 18 est un canton dans le comté de Prince, Île-du-Prince-Édouard, Canada. Il fait partie de la Paroisse St. David.

## Population
- 1 016 (recensement de 2001)[1]
- 1 055 (recensement de 2006)[1]
- 1 054 (recensement de 2011)[2]

## Communautés
Non-incorporé :
- Baltic
- Burlington
- Darnley
- Indian River